# Azul Guaita
Azul Guaita Bracamontes (Ciudad de México, 21 de julio de 2001) es una actriz mexicana, conocida por su papel de Yolotl en Mi marido tiene familia (2018), Camila Paz en Soltero con hijas (2019), Jana Cohen en Rebelde (2022) y Tita de la Garza en Como agua para chocolate (2024).

## Biografía
Nacida en México de padres argentinos, a la edad de cinco años se trasladó con su familia a Santo Domingo, República Dominicana. Su primer contacto con los medios fue un año después de nacida participando en la telenovela juvenil Clase 406 siendo una bebé y haciendo comerciales. Tiempo después junto con su familia se muda a República Dominicana, país en el que vivió durante su infancia y parte de la adolescencia. A los 17 años regresa a México, buscando oportunidades en el campo de la actuación. Su primer trabajo acreditado fue en el papel de "Yolotl" en la segunda temporada de la telenovela, Mi marido tiene familia junto con Gabriel Soto y en Soltero con hijas, de nueva cuenta con Soto y Vanessa Guzmán.
Interpretó a Jana Cohen Gandía en la serie de Netflix, Rebelde, continuación de la telenovela mexicana Rebelde. Entre sus futuros proyectos se encuentra la cinta de terror Turno nocturno de Rigoberto Castañeda.
Entre otros intereses ha manifestado su intención de incursionar en el diseño de moda.

## Filmografía

### Televisión
| Año           | Título                   | Personaje                   | Nota                               |
| ------------- | ------------------------ | --------------------------- | ---------------------------------- |
| 2002-03       | Clase 406                | Juanita Chávez              | Rol recurrente                     |
| 2018-19       | Mi marido tiene familia  | Yolotl Rey                  | Rol recurrente                     |
| 2019-20       | Soltero con hijas        | Camila Paz                  | Rol principal                      |
| 2020          | La negociadora           | Susana Vega                 | Rol recurrente                     |
| 2020          | Súbete a mi moto         | Renata (joven)              | Rol recurrente                     |
| 2022          | Rebelde                  | Jana Cohen Gandía           | Rol principal, serie de TV Netflix |
| 2022-23       | La mujer del Diablo      | Daniela Beltrán             | Rol principal                      |
| 2023          | P#t@s redes sociales     | Vicky Moo                   | Rol principal                      |
| 2024-presente | Como agua para chocolate | Josefita "Tita" de la Garza | Protagonista, serie de TV Max      |
| 2025          | Mujeres asesinas         | Anabel                      | Rol principal, unitario            |

### Doblaje
| Año  | Personaje    | Título                                  | Actriz original | Lugar  |
| ---- | ------------ | --------------------------------------- | --------------- | ------ |
| 2023 | Ruby Gillman | Krakens y Sirenas: Conoce a los Gillman | Lana Condor     | México |